# Иерусалимский синдром

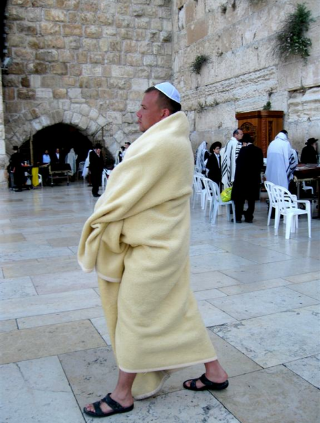
Паломник у Стены Плача в Иерусалиме

Иерусалимский синдром — относительно редкое психическое расстройство, вид бреда величия и бреда мессианства (комплекс мессии), при котором турист или паломник, находящийся в Иерусалиме, воображает и чувствует, что он владеет божественными и пророческими силами и как будто является воплощением определённого библейского героя, на которого возложена пророческая миссия по спасению мира. Данное явление считается психозом и ведёт к госпитализации в психиатрическую больницу.

## Характеристика
Особенностью этого синдрома является то, что туристы или паломники, страдающие им, проделывают долгий путь через весь мир до Иерусалима, и когда добираются до него, начинают вести себя на городских площадях и святых местах так, словно обладают божественными или пророческими силами. Театральность, характеризующая их поведение, привлекает внимание окружающих. Иногда их поведение доходит до крайностей и представляет опасность для них самих или окружающих, так что появляется необходимость в насильственной госпитализации, пока не минует период опасности их поведения. Среди страдающих от этого синдрома наблюдались как иудеи, так и христиане, у которых долгожданная встреча со святыми для них местами (например, исторические места присутствия Иисуса Христа, Храм Гроба Господня или Стена Плача) вызывает значительное ухудшение состояния.
Статистика показывает, что иерусалимскому синдрому в равной степени подвержены лица любых конфессий. С точки зрения психиатров, феномен является аналогом наблюдаемого во Флоренции и Риме синдрома Стендаля, или Парижского синдрома. Христианско-православные же Церкви считают этот синдром разновидностью духовной прелести.

## История

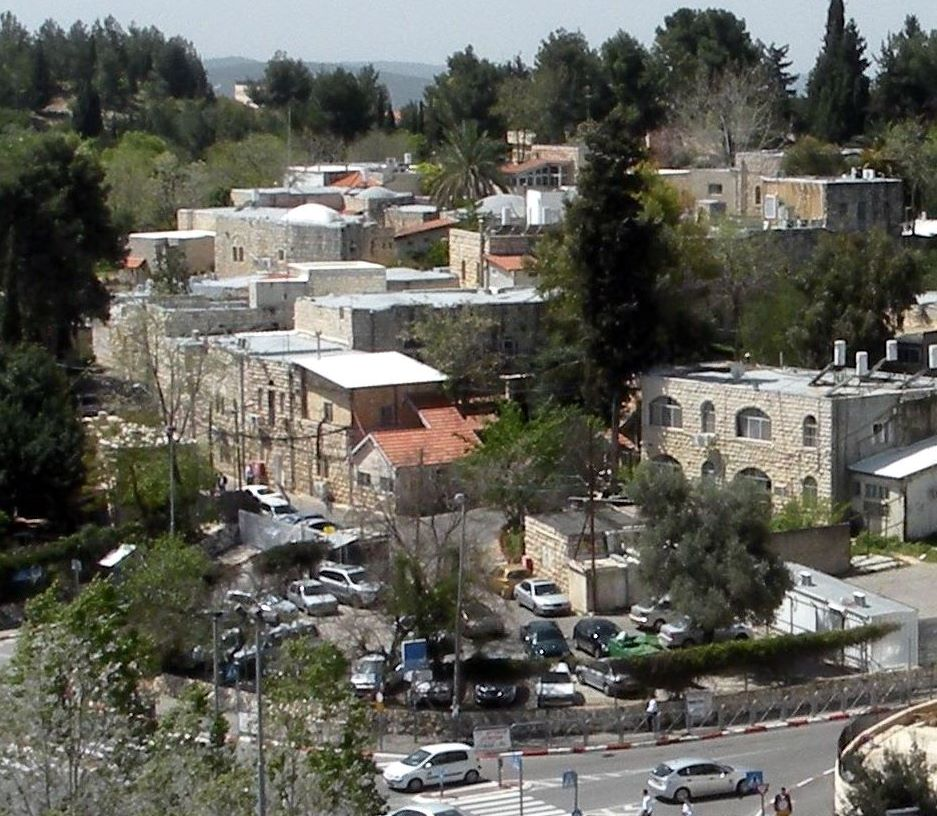
Психиатрическая лечебница Кфар Шауль в Иерусалиме, один из основных центров исследования «иерусалимского синдрома»

Первые проявления синдрома были зафиксированы ещё в Средние века. Первым случаем иерусалимского синдрома является, вероятнее всего, путешествие Райнерия, святого XII века, который, как описывается, «вёл себя странно» в Иерусалиме. С увеличением посещаемости святой земли случаи иерусалимского синдрома наблюдались в XIX веке. Одним из случаев иерусалимского синдрома является опыт католической святой Бригитты Шведской, которая, начиная получать видения с 7 лет, в 1372 году получила божественное повеление отправиться в Иерусалим, где живёт до тех пор, пока не получает «разрешение» от Бога вернуться домой в Рим. В Палестине женщина получает многие из своих видений, в том числе она видит божественный суд над своим умершим сыном.
Подобное поведение зафиксировано в автобиографии Марджери Кемпе (1373—1438) из Англии, которая после первых родов начала видеть галлюцинации. Ей казалось, что она «окружена демонами» и долгое время пребывала в апатии, предпринимала попытки самоубийства. Через 8 месяцев Кемпе внезапно «выздоровела». Придя в себя, женщина даже открыла пивоваренный бизнес, но её дело провалилось. Предпринимательские неудачи были истолкованы Кемпе как «послание от Бога». Ей казалось, что она получила «божественную миссию». Она приняла обет безбрачия и особым моментом её биографии стала поездка в Иерусалим. Она въехала в город верхом на осле. Добравшись до Голгофы, — места, где, по преданию, был распят Иисус Христос, — Кемпе стала кричать и плакать. Исследователь Уильям Обер предположил, что её паломничество и восприятие себя как «божественного миссионера» вызвано её повторяющимися всплесками маниакальной и гипоманиакальной активности.
Первое клиническое описание иерусалимского синдрома было осуществлено в 1930-х годах израильским психиатром Хайнцем Германом. Отмечается, что 18 % случаев обращения туристов за психологической помощью связано с иерусалимским синдромом.
Одним из наиболее тяжёлых по последствиям проявлений синдрома стало поведение христианского паломника из Австралии Денниса Майкла Рохана (en:Denis Michael Rohan). 21 августа 1969 года он попытался поджечь мечеть Аль-Акса на Храмовой горе, что спровоцировало в городе массовые беспорядки. Сам паломник объявил себя «посланцем Господа», который получил «Божественные указания» уничтожить Аль-Аксу, чтобы помочь евреям во исполнение пророчеств Захарии построить Третий Храм, и тем ускорить Второе пришествие Иисуса Христа.
Рохан пошёл на этот шаг под влиянием проповедей телеевангелиста Герберта У. Армстронга (en:Herbert W. Armstrong), основателя так называемой Всемирной Церкви Бога (Worldwide Church of God). Вскоре после инцидента Армстронг постарался дистанцироваться от действий Рохана. Ортодоксальный Верховный Раввинат Израиля также осудил попытку поджога.
В конце 1990-х годов Британский психиатрический журнал предположил, что сочетание влияния Иерусалима с приближением нового тысячелетия вызовет в этом городе массовую истерию. В 2000-м году, действительно, наблюдалось некоторое увеличение случаев Иерусалимского синдрома, однако страхи о начале «эпидемии» оказались преувеличенными.

## Психиатрическая больница Кфар Шауль
Одним из наиболее известных центров изучения синдрома является больница Кфар-Шауль в Иерусалиме. За 13 лет наблюдения (1980—1993) отмечено 1200 паломников с тяжёлыми психическими проблемами, вызванными посещением Иерусалима. Около 470 из них обратились в больницу. Среди пациентов Кфар Шауль отмечается значительное количество паломников — пятидесятников из деревенских районов США и Скандинавии.
В настоящее время этот показатель составляет в среднем 100 человек в год, из которых в больнице оказывается в среднем 40. Данный показатель является относительно небольшим по сравнению с общим количеством туристов в Иерусалиме (до двух миллионов человек в год). По мнению психиатров Калиана и Вицума, данная пропорция ничем не отличается от любого другого города мира.

## Типы

### Тип I
Тип I синдрома связан с уже ранее существовавшим у пациента психическим расстройством. Пациент может представлять себя важным для религии историческим персонажем или находиться под влиянием важных религиозных концепций, таких, как пришествие Мессии или Второе пришествие Иисуса Христа.

### Тип II
Тип II осложняется идиосинкразией. Он не обязательно принимает форму психического расстройства и может проявляться в виде аномальной культурной реакции как для отдельного индивидуума, так и для небольшой религиозной группы.

### Тип III
Наиболее хорошо известен тип III, когда ранее психически уравновешенная личность после прибытия в Иерусалим начинает демонстрировать явные признаки психоза. Психоз обычно проходит сам через несколько недель либо после того, как пациент покидает Иерусалим. Для данного типа синдрома имеется характерный набор признаков:
- Взволнованность;
- Желание отколоться от группы или семьи и путешествовать по городу в одиночестве;
- Навязчивое стремление к чистоте, необычно частое принятие душа или ванн, подстригание ногтей на руках и ногах;
- Изготовление похожего на тогу одеяния белого цвета, часто — из гостиничных простыней;
- Стремление громко выкрикивать стихи из Библии, псалмы, различного рода религиозные гимны. Заметив подобное поведение, гостиничный персонал или туристические гиды обычно стараются отвести пациента к специалисту. В противном случае развиваются следующие две стадии синдрома:
- Процессия или торжественный марш к одному из святых мест Иерусалима;
- Произнесение проповедей в святом месте. За 13 лет наблюдения зафиксировано 42 подобных проповеди.

## В популярной культуре
- В сериале Симпсоны, эпизод «The Greatest Story Ever D’ohed» посвящён Иерусалимскому синдрому.
- В рассказе Нила Геймана «Иерусалим» описан случай синдрома.
- В короткометражном фильме Анастасии Цветаевой «Иерусалимский Синдром»[4]